# Obvodní soud pro Prahu 9
Obvodní soud pro Prahu 9 je okresní soud se sídlem v hlavním městě Praze a s působností pro vymezenou část hlavního města, jehož odvolacím soudem je Městský soud v Praze. Rozhoduje jako soud prvního stupně ve všech trestních a civilních věcech, ledaže jde o specializovanou agendu (nejzávažnější trestné činy, insolvenční řízení, spory ve věcech obchodních korporací, hospodářské soutěže, duševního vlastnictví apod.), která je svěřena městskému soudu.
Soud se nachází v Justičním areálu Na Míčánkách mezi ulicemi 28. pluku, U Roháčových kasáren, Ruská a Na Míčánkách ve Vršovicích. Zde sídlí společně s Obvodním soudem pro Prahu 4, Obvodním soudem pro Prahu 6, Obvodním soudem pro Prahu 8, Obvodním soudem pro Prahu 10, Obvodním státním zastupitelstvím pro Prahu 4, Obvodním státním zastupitelstvím pro Prahu 6, Obvodním státním zastupitelstvím pro Prahu 8, Obvodním státním zastupitelstvím pro Prahu 9 a Obvodním státním zastupitelstvím pro Prahu 10.

## Soudní obvod
Obvod Obvodního soudu pro Prahu 9 se shoduje s obvodem Praha 9, patří tedy do něj území těchto městských částí:
- Praha 9
- Praha 14
- Praha 18
- Praha 19
- Praha 20
- Praha 21
- Praha-Běchovice
- Praha-Čakovice
- Praha-Dolní Počernice
- Praha-Klánovice
- Praha-Koloděje
- Praha-Satalice
- Praha-Vinoř

Na území tohoto obvodu žilo a do působnosti obvodního soudu tak ke konci roku 2024 spadalo 210 744 obyvatel.